# Mercedes F1 W07 Hybrid
A Mercedes F1 W07 Hybrid egy Formula–1-es versenyautó, amelyet a Mercedes AMG F1 tervezett a 2016-os Formula–1 világbajnokságra. PIlótái Lewis Hamilton és Nico Rosberg voltak. Az autó a valaha volt egyik legsikeresebb Formula–1-es konstrukció, a Mercedes sorozatban harmadszor szerzett vele csapatvilágbajnoki címet, Nico Rosberg pedig első és egyetlen egyéni világbajnoki címét. A 21 versenyből, amelyen indult, 19-et megnyert, egy kivételével az összes pole pozíciót megszerezte, 33 dobogós helyezést szerzett, és összesen 765 pontot a konstruktőri bajnokságban, amellyel statisztikailag a valaha volt egyik legdominánsabb Formula–1-es versenyautó.

## Áttekintés
Az autó a már egyébként is sikeres W06 továbbfejlesztése volt. Motorja a PU106C változat, amely a 106B feljavított változata, és amit már az előző évben, Olaszországban bevetettek kísérletképpen. A fejlesztésekkel a már egyébként is 950 lóerő körüli teljesítményt 1000 lóerőig tornászták fel, amellyel egyértelműen a legerősebb motor lett abban az évben. A kasztnin csak kisebb változások voltak felfedezhetők: a légáramlás optimalizálása érdekében továbbfejlesztették az S-csatornát, Kanadában egy érdekes, ívelt hátsó szárnyat vetettek be, Szingapúrban pedig egy harmadik felfüggesztés-elemet. Kísérleteztek még konkáv felületű féktárcsákkal, ami a gumihőmérséklet szempontjából volt még lényeges.

## A szezon
Az autó először 2016. február 19-én mutatkozott be egy filmforgatási napon. Ezután a barcelonai teszteken 1294 kört tettek meg, ami több mint 19 versenytáv; a tesztek során Esteban Ocon és Pascal Wehrlein is vezették az autót.
Akárcsak az elődei a W07 is rendkívül sikeres konstrukciónak ígérkezett. Ez be is igazolódott, ugyanis már a szezon felénél egy verseny kivételével az összes futamot megnyerték. Az egyetlen kivétel a spanyol nagydíj volt, ahol a két Mercedes már a rajtkor kiütötte egymást és számukra véget ért a verseny; illetve a monacói futam pole pozíciója, amit technikai problémák miatt buktak el a Q3-ban. Monacótól Szingapúrig aztán tíz futamot megnyertek zsinórban, aminél többre addig csak a McLaren volt képes 1988-ban. Ezenkívül Malajziában nem tudtak még győzelmet aratni, de az összes többi pályán igen. 19 győzelmével a Mercedes F1 W07 a valaha volt legtöbb győzelmet aratta egy idényben, éppen elődjét túlszárnyalva, ahogy a 20 pole pozíció egy idényben is abszolút rekord.
Az autónak egyetlen igazi gyenge pontja a rossz rajt volt, ami a kuplung túlmelegedésével volt összefüggésben. Egyetlen műszaki hiba miatti kiesésük a maláj nagydíjon történt, ahol Hamilton motorja az élen füstölt el.
Hamilton tízszer nyert ebben az évben, mégsem ő lett a világbajnok, hanem a konzisztens módon pontokat gyűjtögető Nico Rosberg. A bajnoki cím eldöntése így is az utolsó versenyre maradt, ahol Rosbergnek legalább második helyen kellett befutnia, hogy világbajnok legyen. Hamilton mindvégig az élen haladt, szándékosan lassan, hogy magán tartsa Rosberget, de ezzel egyszersmind magukra húzza a harmadik helyen haladó Sebastian Vettelt. Végül Hamilton alig fél másodperc előnnyel nyert Rosberg előtt, aki mögött szintén alig fél másodperccel ért célba Vettel - Rosberg így megszerezte a világbajnoki címet, mellyel Graham Hill és Damon Hill után a Keke Rosberg - Nico Rosberg páros lett a második világbajnok apa-fia páros.

## Rekordok
A W07-es az alábbi rekordokat tartja a 2023-as idénnyel bezárólag:
- Legtöbb pole pozíció (20, az összes lehetséges 95,2%-a)
- Legtöbb dobogó (33)
- Legtöbb győzelem világbajnoki cím nélkül (Lewis Hamilton, 10)

Korábban ez az autó tartotta a legtöbb konstruktőri pont a világbajnokságban (765), a legnagyobb pontelőny konstruktőri bajnokságban (297), és a legtöbb győzelem egy idényben (19) rekordját, ezeket mind megdöntötte a Red Bull RB19.

## Eredmények
(Félkövér jelzi a pole pozíciót; dőlt betű a leggyorsabb kört)
| Év   | Csapat                        | Motor                       | Gumik | Pilóták        | Versenyek  | Versenyek | Versenyek | Versenyek   | Versenyek     | Versenyek | Versenyek | Versenyek    | Versenyek | Versenyek      | Versenyek    | Versenyek   | Versenyek | Versenyek   | Versenyek | Versenyek | Versenyek | Versenyek | Versenyek | Versenyek | Versenyek               | Pontok | Helyezés |
| Év   | Csapat                        | Motor                       | Gumik | Pilóták        | Ausztrália | Bahrein   | Kína      | Oroszország | Spanyolország | Monaco    | Kanada    | Európai Unió | Ausztria  | Nagy-Britannia | Magyarország | Németország | Belgium   | Olaszország | Szingapúr | Malajzia  | Japán     | USA       | Mexikó    | Brazília  | Egyesült Arab Emírségek | Pontok | Helyezés |
| ---- | ----------------------------- | --------------------------- | ----- | -------------- | ---------- | --------- | --------- | ----------- | ------------- | --------- | --------- | ------------ | --------- | -------------- | ------------ | ----------- | --------- | ----------- | --------- | --------- | --------- | --------- | --------- | --------- | ----------------------- | ------ | -------- |
| 2016 | Mercedes AMG Petronas F1 Team | Mercedes-Benz PU106C Hybrid | P     | Nico Rosberg   | 1          | 1         | 1         | 1           | KI            | 7         | 5         | 1            | 4         | 3              | 2            | 4           | 1         | 1           | 1         | 3         | 1         | 2         | 2         | 2         | 2                       | 765    | 1.       |
| 2016 | Mercedes AMG Petronas F1 Team | Mercedes-Benz PU106C Hybrid | P     | Lewis Hamilton | 2          | 3         | 7         | 2           | KI            | 1         | 1         | 5            | 1         | 1              | 1            | 1           | 3         | 2           | 3         | KI        | 3         | 1         | 1         | 1         | 1                       | 765    | 1.       |

† Nem ért célba, de teljesítette a versenytáv 90 százalékát, ezért rangsorolták

## Fordítás
Ez a szócikk részben vagy egészben  a   Mercedes F1 W07 Hybrid című angol Wikipédia-szócikk ezen változatának fordításán alapul.  Az eredeti cikk szerkesztőit annak laptörténete sorolja fel. Ez a jelzés csupán a megfogalmazás eredetét és a szerzői jogokat jelzi, nem szolgál a cikkben szereplő információk forrásmegjelöléseként.

## Forráshivatkozások
1. ↑  Rosberg announces his retirement from F1 racing (angol nyelven). Formula 1® - The Official F1® Website. (Hozzáférés: 2021. november 26.)
2. ↑  The 2016 season in numbers (angol nyelven). Formula 1® - The Official F1® Website. (Hozzáférés: 2021. november 26.)
3. ↑  WATCH: Mercedes collision puts Hamilton and Rosberg out on lap 1 (angol nyelven). Formula 1® - The Official F1® Website. (Hozzáférés: 2021. november 26.)
4. ↑  Qualifying - Ricciardo storms to maiden pole in Monaco (angol nyelven). Formula 1® - The Official F1® Website. (Hozzáférés: 2021. november 26.)
5. ↑  Sepang stats - Red Bull score first one-two since 2013 (angol nyelven). Formula 1® - The Official F1® Website. (Hozzáférés: 2021. november 26.)
6. ↑  2016 season review - Rosberg walks through the fire (angol nyelven). Formula 1® - The Official F1® Website. (Hozzáférés: 2021. november 26.)
7. ↑  No link between Hamilton engine failures - Mercedes (angol nyelven). www.motorsport.com. (Hozzáférés: 2021. november 26.)
8. ↑  Rosberg crowned champion as Hamilton wins Abu Dhabi thriller (angol nyelven). Formula 1® - The Official F1® Website. (Hozzáférés: 2021. november 26.)